# Alberto Marchesi
Alberto Marchesi (Roma, 22 settembre 1900 – Roma, 24 marzo 1944) è stato un antifascista italiano, vittima dell'eccidio delle Fosse Ardeatine, medaglia d'oro al valor militare alla memoria.

## Biografia

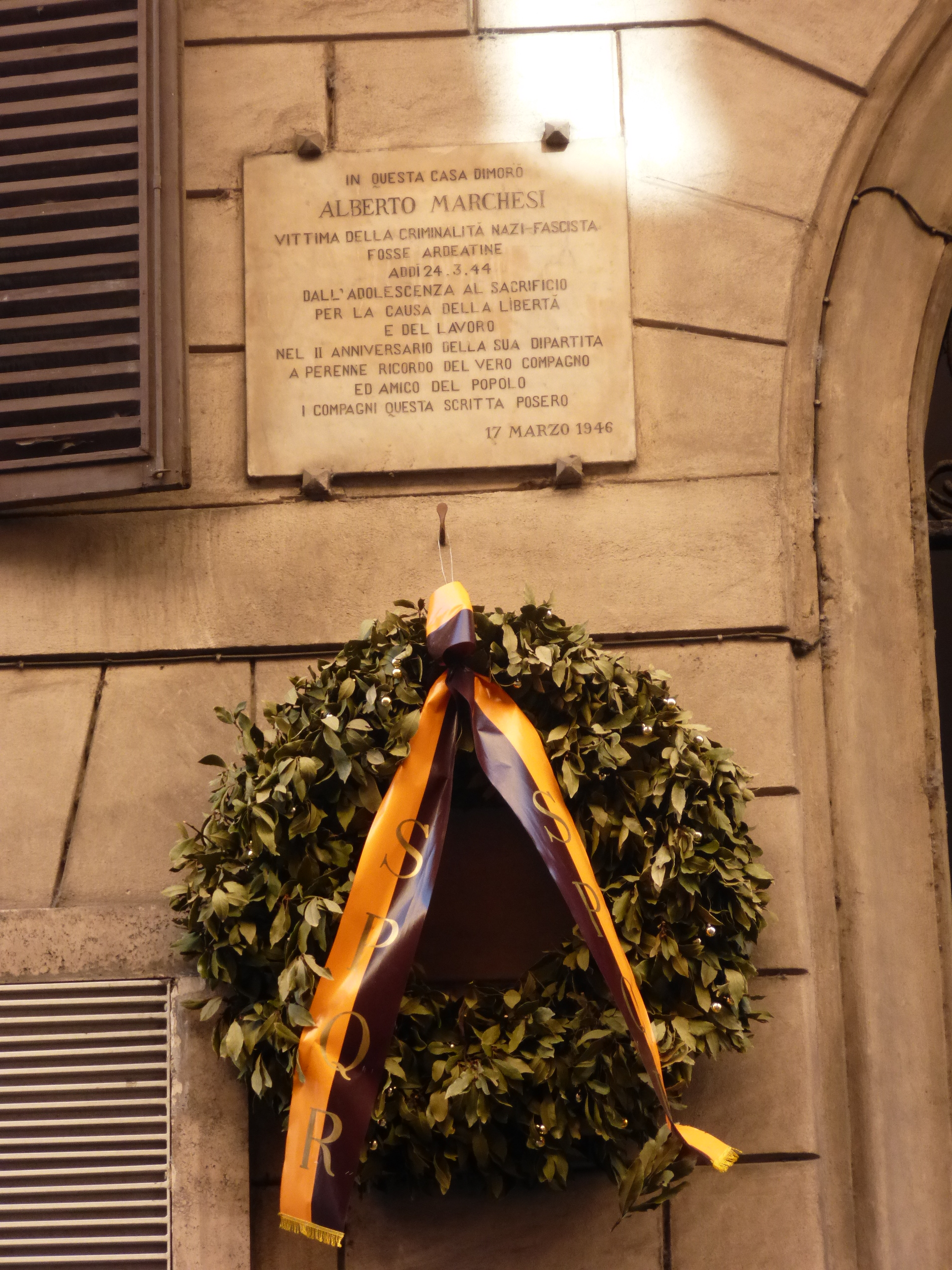
Memoria di Alberto Marchesi sul portone di casa sua a via della Scrofa 39 (1946)

Volontario nella prima guerra mondiale fra le "Fiamme Rosse", cioè nei reparti di Arditi appartenenti al corpo dei bersaglieri, alla fine della guerra entrò nell'amministrazione statale ed aderì al PCdI attorno al 1925, anno in cui fu licenziato dal lavoro in quanto oppositore militante contro il regime fascista. Sopravvisse faticosamente facendo il commerciante, mandando avanti con la moglie una trattoria nella zona del Campo Marzio, e nel 1943 costituì una brigata partigiana romana denominata battaglione Volga, che aveva base logistica proprio nel suo negozio utilizzato come deposito di armi e di fogli agitatori antifascisti.
Catturato il 12 marzo del '44 fu lungamente torturato nella famigerata sede nazifascista di Via Tasso, nota come luogo istituzionale di tortura verso partigiani e dissenzienti in genere, fu poi portato alle Fosse Ardeatine e fucilato.
Per il suo sacrificio, gli è stata conferita la Medaglia d'oro al valor militare alla memoria.